# Bussière-Dunoise
Bussière-Dunoise é uma comuna francesa na região administrativa da Nova Aquitânia, no departamento de Creuse. Estende-se por uma área de 41,13 km². Em 2010 a comuna tinha 1 048 habitantes (densidade: 25,5 hab./km²).